# Rätt till familjeliv
Rätt till familjeliv är en mänsklig rättighet som är nära förbunden med privatlivets helgd. 
Med rätt till familjeliv avses sådant som barns rätt till föräldrar, personers rätt att bilda familj och att fritt ingå äktenskap. Detta innebär att enskilda, statsmakt och offentligheten inte får välja äktenskapspartner till personer, att ingen ska giftas bort med tvång, att personer har rätt till reproduktion och till sin sexuella läggning. 
Denna rättighet, som ska vara implementerad i alla rättssystem som erkänner de mänskliga rättigheterna, innebär vidare förbud mot tvångssterilisering, samt erkänner anhöriginvandring och homosexuellas rättighet till adoption.